# 緜
緜（わた、生年非公表、8月26日 - ）は、日本のイラストレーター。同人サークル『あったかタオル』主宰。

## 人物
- 洋画家だった祖父の影響で幼少期から絵を描くようになり[2]、美術大学の油画科を卒業後ゲーム会社に就職。モーションデザイナー、キャラクターデザイナーとしてゲーム製作に携わったのち、フリーランスイラストレーターに転身[3]。
- ハンドルネームの由来は嵐の二宮和也。「二宮くんが大好きで、そこの名前をどうのこうのした結果『緜』になった」とイラストレーターのぶーたとの対談で語っている[2]。
- 影響を受けたクリエイターは種村有菜[2]。

## 作品リスト

### 挿絵・イラスト
書籍
- 剣とティアラとハイヒール〜公爵令嬢には英雄の魂が宿る〜SECOND（著：三上テンセイ、TOブックス）
- バレットコード：ファイアウォール（著：斉藤すず、電撃文庫）
- きみは本当に僕の天使なのか（著：しめさば、ガガガ文庫）
- さらば勇者だったキミのぜんぶ。GOODBYE, MY BRAVER（著：ハセガワケイスケ、IIV）
- 女同士とかありえないでしょと言い張る女の子を、百日間で徹底的に落とす百合のお話（著：みかみてれん、GA文庫）
- 泣き顔百合アンソロジー（表紙イラスト、一迅社）
- 俺にトラウマを与えた女子達がチラチラ見てくるけど、残念ですが手遅れです（著：御堂ユラギ、オーバーラップ文庫）
- 魔女に首輪は付けられない（著：夢見夕利、電撃文庫）

ゲーム
- アズールレーン（Yostar、記念イラスト）[4][5][6]
- 陰陽師（NetEase、PRイラスト）
- 勝利の女神:NIKKE（SHIFT UP、PRイラスト）[7]
- 白夜極光（テンセント、PRイラスト）
- パニシング:グレイレイヴン（KURO GAMES、記念イラスト）[8]
- 雀魂（Yostar、記念イラスト）[9]
- IDOLY PRIDE（サイバーエージェント、MVイラスト）[10]
- クローバーシアター（NetEase、PRイラスト）
- ガーディアンテイルズ（Kong Studios、1周年記念イラスト）[11]
- ファントム オブ キル -オルタナティブ・イミテーション-（株式会社gC Games、公式ファンアート）

トレーディングカードゲーム
- ヴァイスシュヴァルツ[12]

その他
- 桜ミク×アニメイトカフェ（株式会社アニメイト、グッズイラスト）[13]
- HIGHLANDS COFEE✕美少女（ハイランズコーヒー（英語: Highlands Coffee））[14]
- 緜/wata×VILLAGE/VANGUARD（ヴィレッジヴァンガード）[15]
- ミライアカリ『未来』（特典ブックレットイラスト）
- KAMITSUBAKI STUDIO公式ファンアート、記念イラスト[16][17][18][19][20][21]
- HACHI×KMNZ×VESPERBELL POP UP SHOP in TOWER RECORDS（RK Music、TOWER RECORDS）[22]
- 花様年華 -少女に飼われるペットな私-（SukeraSono）[23]
- HATSUNE MIKU EXPO 10th Anniversary Café（株式会社アニメイト）[24]

### キャラクターデザイン
バーチャルYouTuber
- 壱百満天原サロメ（にじさんじ/ANYCOLOR）
- 希翁（Limnos）
- 結空かのん（VVorks/株式会社エンカウンター）
- 渦巻ティア（エナドリ/和っしょい株式会社）
- Amoria（V&U/MAROSTUDIO Corp.）
- セレナーデ・オックスブラッド（Varium/株式会社アシスト）
- ルチア・ラエティティア（ねくすとぴあ/ホリプロ）
- 尾幌こま（すぺしゃりて/REALITY Studios株式会社）
- ベルモット・ベルーナ（ぶいぱい/株式会社アップランド）

その他
- オルタ・イマージュ（Revolution in esports Affairsイメージキャラクター）[25]
- Ma'Scar'Piece（電音部シモキタザワエリア）[26]
- Live2Dクリエイターあまとうこの「豊かな表情を創り出す個性溢れるVTuber用Live2D制作」（サンプルキャラクター）[27]
- 虹丸イブ（nizima LIVE公式キャラクター）[28]

### フィギュア原案
- 初音ミク Exc∞d Creative Figure SweetSweets ―ノエル―（フリュー）[29]
- pixiv×DMM Factory『年上彼女×年下彼女』（DMM Factory）[30]